# Hadena filograna filograna
Hadena filograna filograna é uma subespécie de insetos lepidópteros, mais especificamente de traças, pertencente à família Noctuidae.
A autoridade científica da subespécie é Esper, tendo sido descrita no ano de 1788.
Trata-se de uma subespécie presente no território português.